# دانبرووا-خروبینه
دانبرووا-خروبینه (به لهستانی:  Dąbrowa-Cherubiny) یک روستا در لهستان است که در گمینا چژو واقع شده‌است.